# AG Insurance-Soudal Team
Das AG Insurance-Soudal Team ist ein belgisches Radsportteam im Straßenradsport der Frauen mit Sitz in Meerle (Hoogstraten).

## Organisation und Geschichte
Das Team wurde 2019 als U23-Team in Belgien gegründet und ging aus den Nachwuchsstrukturen Pavé76 der ehemaligen Radrennfahrer Servais Knaven und Natascha den Ouden hervor. Zur Saison 2020 wurde das Team in den Niederlanden als UCI Women’s Continental Team unter dem Namen NXTG Racing lizenziert. Im Dezember 2021 begann eine Zusammenarbeit mit dem Radsportmanager Patrick Lefevere, dessen Gesellschaft Decoulefeine WorldTour-Formation betreibt. Anfang 2022 fand Lefevere mit der belgischen Versicherungsgesellschaft AG Insurance einen neuen Haupt- und Titelsponsor, der bis 2025 unterschrieb. Am 22. März 2022 präsentierte sich das Team unter dem neuen Namen AG Insurance NXTG. 
Im Jahr 2023 wurde das Team bei der UCI als belgisches Team registriert. Es wurde ein vollwertiges Elite-Team, während das ursprüngliche U23-Team und das Juniorenteam weiterhin Bestand hatten. Acht U23-Fahrerinnen wechselten in die Elitemannschaft, bekannte Fahrerinnen wie Ashleigh Moolman-Pasio, Lotta Henttala und Romy Kasper wurden unter Vertrag genommen. Das Team fuhr unter dem Namen AG Insurance-Soudal Quick-Step, wodurch die Verbindung zu Soudal Quick-Step, dem Männerteam von Lefevere, deutlich wurde. 
Die Saison 2023 schloss das Team als bestes Continental Team in der Weltrangliste ab und erhielt zur Saison 2024 eine der beiden frei gewordenen Lizenzen als UCI Women’s WorldTeam. Im März 2024 übernahm der Hauptsponsor AG Insurance nach Differenzen mit der bisherigen Teamleitung um die Gründerin den Orden die Anteilsmehrheit an der Betreibergesellschaft des Teams; die restlichen 24 % der Anteile verblieben unverändert bei Decoulef. Sportliche Höhepunkte der Saison 2024 waren jeweils ein Etappenerfolg beim Giro d’Italia Donne und der Tour de France Femmes.

## Platzierungen in UCI-Ranglisten
| UCI World Tour | UCI World Tour | UCI World Tour          | UCI World Tour |
| Jahr           | Teamwertung    | Einzelwertung           |                |
| -------------- | -------------- | ----------------------- | -------------- |
| 2020           | 27.            | Charlotte Kool (138. )  |                |
| 2021           | 19.            | Charlotte Kool (104. )  |                |
| 2022           | 19.            | Julia Borgström (67. )  |                |
| 2023           | 17.            | Ashleigh Moolman (20. ) |                |
| 2024           | 11.            | Sarah Gigante (24. )    |                |
|                |                |                         |                |
| Quelle: UCI    |                |                         |                |

| UCI Ranking | UCI Ranking | UCI Ranking             | UCI Ranking |
| Jahr        | Teamwertung | Einzelwertung           |             |
| ----------- | ----------- | ----------------------- | ----------- |
| 2020        | 31.         | Shari Bossuyt (116. )   |             |
| 2021        | 24.         | Charlotte Kool (88. )   |             |
| 2022        | 19.         | Ally Wollaston (72. )   |             |
| 2023        | 12.         | Ashleigh Moolman (19. ) |             |
| 2024        | 14.         | Ashleigh Moolman (45. ) |             |
|             |             |                         |             |
| Quelle: UCI |             |                         |             |

## Mannschaft 2025
| Teamkader 2025               | Teamkader 2025    | Teamkader 2025 | Teamkader 2025                                   |
| Name                         | Geburtsdatum      | Land           | Vorheriges Team                                  |
| ---------------------------- | ----------------- | -------------- | ------------------------------------------------ |
| Kimberley Le Court de Billot | 23. März 1996     | Mauritius      | Bizkaia-Durango (2016)                           |
| Fauve Bastiaenssen           | 22. Oktober 1997  | Belgien        | Lotto Dstny Ladies (2024)                        |
| Mireia Benito                | 30. Dezember 1996 | Spanien        | Massi Tactic (2022)                              |
| Leonie Bentveld              | 17. April 2004    | Niederlande    | Duolar-Chevalmeire (2023)                        |
| Julia Borgström              | 9. Juni 2001      | Schweden       | Team Rytger powered by Cykeltøj-Online.dk (2019) |
| Alana Castrique              | 8. Mai 1999       | Belgien        | Cofidis (2024)                                   |
| Lore De Schepper             | 12. November 2005 | Belgien        | AG Insurance-Soudal NXTG (2024)                  |
| Justine Ghekiere             | 14. Mai 1996      | Belgien        | Plantur-Pura (2022)                              |
| Sarah Gigante                | 6. Oktober 2000   | Australien     | Movistar Team (2023)                             |
| Marthe Goossens              | 4. Mai 2002       | Belgien        | Multum Accountants (2022)                        |
| Anya Louw                    | 16. Oktober 2000  | Australien     | ARA-Pro Racing Sunshine Coast (2021)             |
| Alexandra Manly              | 28. Februar 1996  | Australien     | Liv AlUla Jayco (2024)                           |
| Gaia Masetti                 | 26. Oktober 2001  | Italien        | Top Girls Fassa Bortolo (2021)                   |
| Ashleigh Moolman             | 9. Dezember 1985  | Südarfika      | SD Worx (2022)                                   |
| Ilse Pluimers                | 29. April 2002    | Niederlande    |                                                  |
| Nicole Steigenga             | 27. Januar 1998   | Niederlande    | Coop-Hitec Products (2022)                       |
| Julie Van de Velde           | 2. Juni 1993      | Belgien        | Fenix-Deceuninck (2023)                          |
| Gladys Verhulst-Wild         | 2. Januar 1997    | Frankreich     | FDJ-Suez (2024)                                  |
| Urška Žigart                 | 4. Dezember 1996  | Slowenien      | Liv AlUla Jayco (2024)                           |
|                              |                   |                |                                                  |
| Quelle: ProCyclingStats      |                   |                |                                                  |